# Leptines (astròleg)
Leptines (en grec antic Λεπτίνης), va ser un astròleg probablement d'origen sirià que va viure entre els segles IV i III aC.
Vinculat a la cort del rei Seleuc I, només és conegut per una anècdota que transmet Valeri Màxim (segle I dC). Diu que Antíoc, l'únic fill de Seleuc, s'havia enamorat perdudament de la seva madrastra Estratonice, però veient la infàmia d'aquell amor tractava d'amagar-lo. Aquest amor dissimulat el va fer caure malalt i va haver de fer llit, amb gran preocupació per part del seu pare, ja que Antíoc era l'hereu.
Leptines, cridat pel rei, seia al costat d'Antíoc i va observar que quan entrava a l'habitació Estratonice el jove es ruboritzava i el cor l'hi bategava més ràpidament, i quan sortia es posava pàl·lid. Una observació més atenta i consultant els astres, va fer-li conèixer l'enamorament del noi, que va comunicar immediatament al seu pare. El rei Seleuc no va dubtar ni un moment i va donar per esposa al seu fill la seva madrastra Estratonice.